# Xaniona viridis
Xaniona viridis är en insektsart som först beskrevs av Henry Fairfield Osborn och Drake 1922.  Xaniona viridis ingår i släktet Xaniona och familjen dvärgstritar. Inga underarter finns listade i Catalogue of Life.